# Geomysaprinus formicus
Geomysaprinus formicus är en skalbaggsart som först beskrevs av Hinton 1935.  Geomysaprinus formicus ingår i släktet Geomysaprinus och familjen stumpbaggar. Inga underarter finns listade i Catalogue of Life.